# Leucania albistriga
Leucania albistriga là một loài bướm đêm trong họ Noctuidae.